# Оде де Фуа
Оде де Фуа, виконт де Лотрек (фр. Odet de Foix, vicomte de Lautrec; 1485 — 15 августа 1528) — один из военачальников короля Франции Франциска I времён Итальянских войн, наместник герцогства Миланского, маршал Франции (1511 год). Представитель младшей ветви дома де Фуа, внучатый племянник Гастона Наваррского, родной брат королевской метрессы Франсуазы.
Молодые храбрецы из дома Фуа выдвинулись благодаря близкому родству с Людовиком XII. Как пишет Брантом, в битве при Равенне (1512), где погиб его кузен герцог Немурский, Оде был изрублен врагами и оставлен на поле битвы как покойник, однако его подобрали и выходили герцог Феррарский и его жена Лукреция. В память об этом сражении на лице Лотрека навсегда остались страшные шрамы.
Быстрая военная карьера братьев де Фуа — Оде, Тома и Андре — многим обязана особому вниманию, которое Франциск I оказывал их сестре Франсуазе. Оде был направлен управлять от имени короля Миланом, но своим свирепым нравом настроил против себя итальянцев и в 1522 году был наголову разбит при Бикокке. Героическая оборона Байонны от испанцев вернула ему расположение короля.
В 1527 году король отрядил Оде на завоевание Неаполитанского королевства, но моровое поветрие вкупе с изменой генуэзца Андреа Дориа привели предприятие к краху. В неаполитанском походе умер от чумы и сам полководец. Во главе итальянской армии его сменил адмирал Бонниве.
Прикрываясь правами своей жены, Шарлотты д’Альбре (дочери графа де Ретеля), маршал Лотрек вымогательством отобрал у Клевского дома права на ретельское наследство. Сыновья его, однако, умерли в юности. Не оставила прямых наследников и дочь, мужьями которой были Ги XVII де Лаваль и Шарль де Люксембург, виконт де Мартиг.

## Биография
- Лотрек, Оде-де-Фуа // Энциклопедический словарь Брокгауза и Ефрона : в 86 т. (82 т. и 4 доп.). — СПб., 1890—1907.
- Bertrand de Chanterac. Odet de Foix, vicomte de Lautrec, maréchal de France (1483—1528). — Paris: A. Margraff, 1930.